# Coverack
Coverack – wieś w Anglii, w Kornwalii. Leży 34 km na wschód od miasta Penzance i 388 km na południowy zachód od Londynu.